# S-Gruppe
Die S-Gruppe (finnisch S-ryhmä, schwedisch S-gruppen) ist eine finnische Einzelhandelsgenossenschaft mit Hauptsitz in Helsinki. Sie wurde 1904 gegründet und besteht aus 20 regionalen Genossenschaften, die in ganz Finnland tätig sind, sowie aus der SOK (Suomen Osuuskauppojen Keskuskunta, Zentralverband der Finnischen Genossenschaften). Die S-Gruppe ist auf den Märkten für Lebensmittel, Gebrauchsgüter, Tankstellen-, Hotel- und Restaurantdienstleistungen tätig. Sie steht in engem Wettbewerb mit Kesko, mit dem sie auf vielen ihrer Märkte eine oligopolistische Stellung teilt.
Die Gruppe ist in Finnland, Estland und Russland tätig. Die S-Gruppe war auch in Lettland und Litauen tätig, kündigte jedoch im Mai 2017 ihren Rückzug aus diesen Märkten an.
Die S-Gruppe betreibt fünf verschiedene Supermarktketten: Convenience-Shop-Ketten Alepa und Sale, Supermarktkette S-Market, Hypermarktkette Prisma und die Food Market Herkku -Kette in Ballungsraum Helsinki.
Die Mitgliedskarte (Treuekarte) des Unternehmens heißt S-Etukortti.